# Bonaire League
Bonaire League är högstaligan i fotboll på Bonaire, den första säsongen sparkade igång 1988. De två bästa lagen varje säsong kvalificerade sig för Kopa Antiano, för att kora en Nederländska Antillerna-mästare, fram till Nederländska Antillernas upplösning 2010.

## Mästare
- 1988/89 — Juventus
- 1990/91 — Vitesse
- 1991/92 — Juventus
- 1992/93 — Vitesse
- 1993/94 — Real Rincon
- 1994/95 — Vespo
- 1996 — Real Rincon
- 1997 — Real Rincon
- 1998/99 — Estrellas
- 2000/01 — Real Rincon
- 2001/02 — Estrellas
- 2002/03 — Real Rincon
- 2003/04 — Real Rincon
- 2004/05 — Juventus
- 2005/06 — Real Rincon
- 2006/07 — Vespo
- 2007/08 — Juventus
- 2009 — Juventus
- 2010 — Juventus
- 2011 — Ej spelad
- 2012 — Juventus
- 2013 — Juventus
- 2014 — Real Rincon
- 2015/16 — Atlétiko Flamingo
- 2016/17 — Real Rincon
- 2017/18 — Real Rincon
- 2018/19 — Real Rincon
- 2019/20 — Säsongen inställd efter omgång 11 på grund av coronaviruspandemin.